# Lípa republiky (Vršovice)
Lípa republiky ve Vršovicích v Praze 10 roste v jižní části Heroldových sadů.

## Historie
Lípa svobody byla vysazena 28. října 1998 na připomínku 80. výročí vzniku Československé republiky. Zasadili ji radní městské částí Praha 10 a členové Českého svazu bojovníků za svobodu.

## Významné stromy v okolí
- Heroldova lípa v Heroldových sadech